# ハウネタール
ハウネタール (ドイツ語: Haunetal)はドイツ連邦共和国ヘッセン州カッセル行政管区のヘルスフェルト＝ローテンブルク郡に属す市場町である。

## 地理

### 位置
ハウネタールはバート・ヘルスフェルトから約 13 km、ヒューンフェルトから約 14 km の、両市の間のフォルダーレーン地方に位置する。ハウネ川下流の両岸に位置している。この町は、524 m のシュトッペルスベルクにまで広がっている。この町はクニュル山地、レーン山地、フォーゲルスベルク山地それぞれの支脈の間に位置している。ハウネタールはヘルスフェルト＝ローテンブルク郡で最も南に位置する町である。

### 隣接する市町村
ハウネタールは、北西はニーダーアウラ、北東はハウネック（ともにヘルスフェルト＝ローテンブルク郡）、東はアイターフェルト、南はブルクハウン（ともにフルダ郡）、西はシュリッツ（フォーゲルスベルク郡）と境を接している。

### 自治体の構成
この町は、ヘルマンシュピーゲル、ホルツハイム、クルスピス、マウアース、マイゼンバッハ、ミューゼンバッハ、ノイキルヒェン、オーバーシュトッペル、ウンターシュトッペル、オーデンザクセン、リナ、シュレッツェンロート、シュテルクロス、ヴェールダ、ヴェッツロスの各地区からなる。

## 歴史

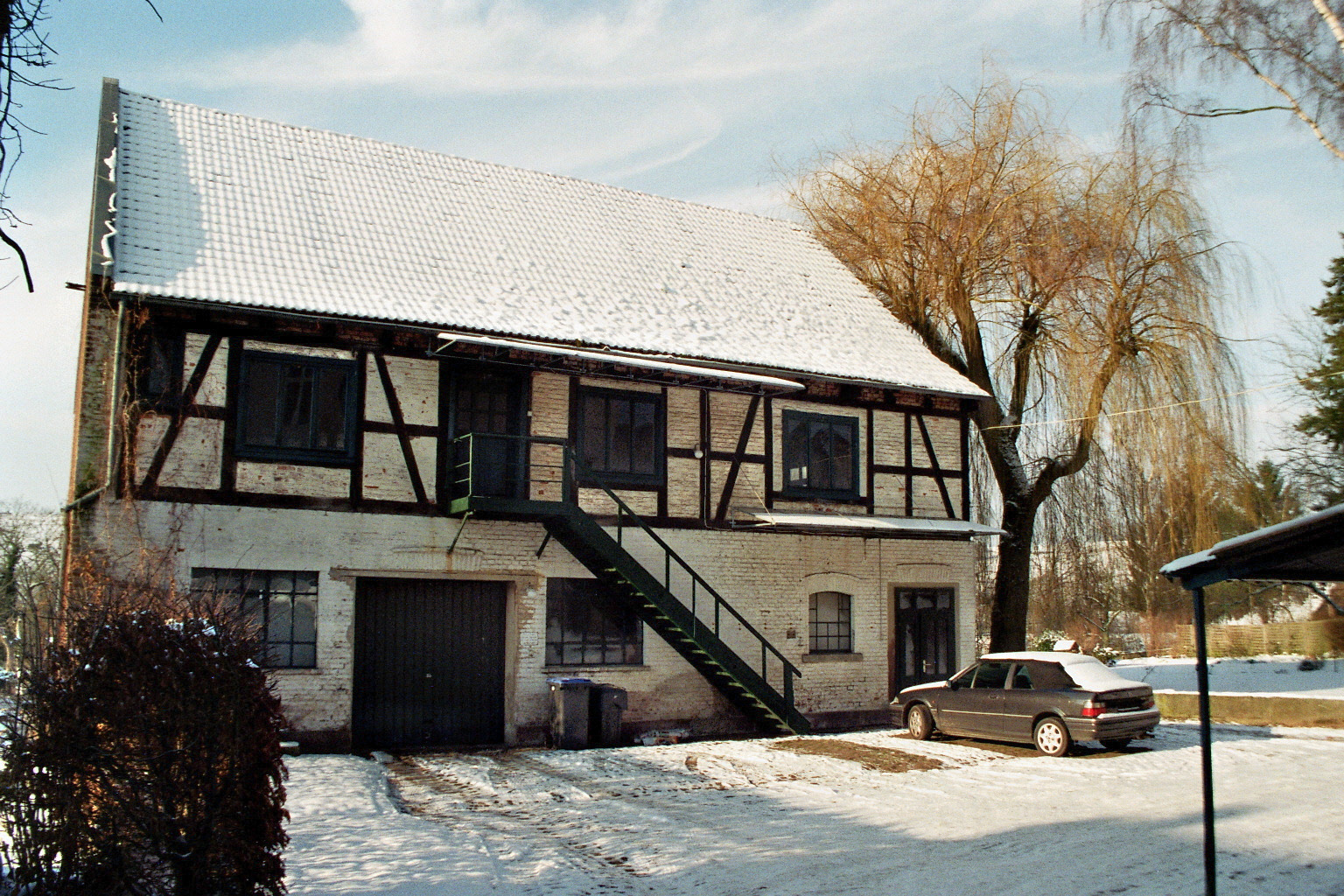
コンラート・ツーゼが Zuse Z4 を作成した建物

オーデンザクセンとリナは、皇帝ハインリヒ2世が帝国林のエーリングスヴァルトをヘルスフェルト修道院とフルダ修道院とに分割することを記した1003年の文献に初めて記録されている。
現在の地区のいくつかは中世からすでにヴェールダ家の支配下にあり、後にアムト・ノイキルヒェンに編入された。この町は大部分がヘルスフェルト修道院またはフルダ修道院の所領であり、ロムロート騎士家、トルベンバッハ（後のトリュクバッハ）騎士家、オーテンザッセン騎士家、ハウネ（後のフーネ）騎士家がレーエンとして封ぜられていた。最後に挙げたハウネ家がハウネック城を建設した。
1886年にハウネタールで作家ハインリヒ・ルッペルが生まれた。
第二次世界大戦の終わり頃、ノイキルヒェンの納屋で、コンラート・ツーゼのコンピュータ Zuse Z4 が創られた。コンラート・ツーゼは1949年にノイキルヒェンでツーゼ KG を設立した。その本社は1957年にバート・ヘルスフェルトに移転した。
1998年5月16日からハウネタールは「マルクトゲマインデ」（市場町）の肩書きを有している。

### 町村合併
ヘッセン州の地域再編に伴い、1971年2月1日にヘルマンシュピーゲル、マウアース、ノイキルヒェン、オーバーシュトッペル、リナが、ヒューンフェルト郡ハウネタールに合併した。同年12月31日にマイゼンバッハ、ミューゼンバッハ、オーデンザクセン、シュレッツェンロート、ヴェールダ、ヴェッツロス（いずれもヒューンフェルト郡）がこれに加わった。1972年8月1日にウンターシュトッペル（ヒューンフェルト郡）とそれまでヘルスフェルト郡に属していたホルツハイム、クルスピス、シュテルクロスが加わり、新設されたヘルスフェルト＝ローテンブルク郡の町となった。

## 行政

### 議会
2016年の町議会選挙以降、ハウネタールの町議会は15議席で構成されている。

### 首長
直接選挙制移行後のハウネタールの町長を以下に示す。
- 1993年 - 1995年　ヘルムート・ルッペル
- 1995年 - 2011年　ハインツ＝ペーター・メラー
- 2011年 - 2014年　シュテファン・オイラー
- 2014年 - 2020年　ゲルト・ラング
- 2020年 -　　ティーモ・リューベック

## 文化と見所

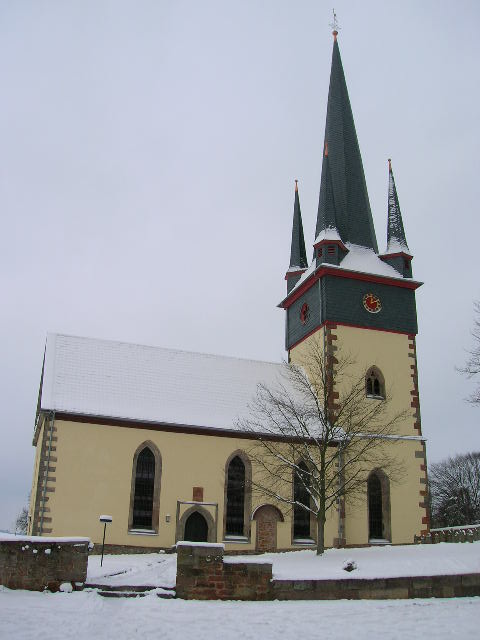
ノイキルヒェンの教会

### 建築
ノイキルヒェンの福音主義教会は、1515年に、一部ロマネスク様式の土台の上に後期ゴシック様式で建設された。教会内部で特筆すべきは、1522年製の彫刻が施された両開きの有翼祭壇と1588年製の洗礼盤である。
ノイキルヒェンやオーバーシュトッペルの高台、ハウネタールの故郷の山であるシュトッペルスベルクにハウネック城がある。その建造年代は14世紀にまで遡る。また、かつては、ハウネタールのシュトッペルスベルクの西にジンツィヒ城があった。そこから遠くないシュトッペルスベルクの斜面には自然文化財の岩石群「ランゲ・シュタイネ」がある。
ヴェールダ地区には、古い農民のフレスコを持つゴシック様式の自衛教会、1900年頃にヴィルヘルム・フォン・クライドルフ男爵によって建造され現在はヘルマン＝リーツ寄宿制学校となっているホーエンヴェールダ城、「黄色い」ヴェールダ城、現在はカンペンハウゼン男爵ヨハネスが所有するの「赤い」ヴェールダ城、アルトヴェールダ城趾がある。アルトヴェールダ城趾はおそらく、トルムバッハ騎士家（後のシュタイン家）によって側防塔を含む防衛施設を有する入植であった。

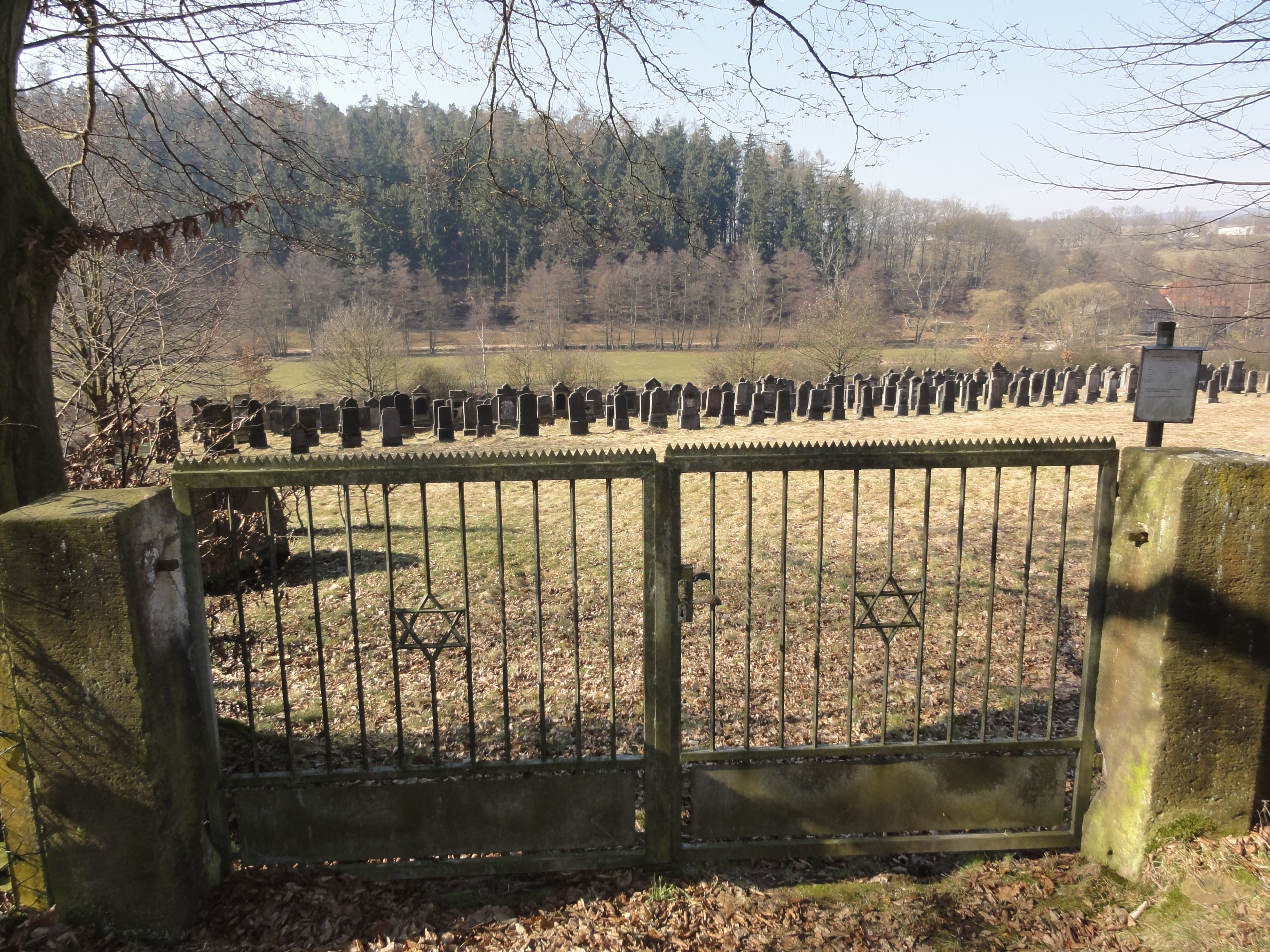
リナ地区のユダヤ人墓地

- ハウネック城趾
- ジンツィヒ城趾
- 岩石群「ランゲ・シュタイネ」
- ホーエンヴェールダ城
- 「黄色い」ヴェールダ城
- 「赤い」ヴェールダ城
- アルトヴェールダ城趾

### ユダヤ人墓地
リナ地区に、広さ 3,896 m2 のハウネタールのユダヤ人墓地がある。この墓地は保護文化財に指定されており、リナの南約 1 km の鉄道ベーブラ - フルダ線および連邦道 B27号線沿いのハウネ川の谷に位置している。ヴェールダ地区にも別のユダヤ人墓地がある。

### 名物料理・食材
ハウネタールの名物料理は、様々なトッピングをのせた、ライ麦パンの生地で作ったずっしりとした焼き菓子プロアッツである。

## 経済と社会資本

### 交通
この町は、連邦道 B27号線によって全国的な道路網と結ばれている。また、鉄道ベーブラ - フルダ線の駅がノイキルヒェンにある。
公共近郊交通機関は、北ヘッセン交通連盟に加盟している。
バス路線は、クアヘッセン地方交通によって運営されている。バス路線は主にバート・ヘルスフェルトとの間の往来を担っている。

### 教育
ノイキルヒェンには、基礎課程学校ハウネタール＝シューレがある。この他にヴェールダにはヘルマ＝リーツ＝シューレ・シュロス・ホーエンヴェールダがある。

## 人物

### ゆかりの人物
- コンラート・ツーゼ（1910年 - 1995年）土木技術者、コンピューター開発者。ノイキルヒェンの家で Zuse Z4 を作成した。
- フリードリヒ・クリスティアン・デリウス（ドイツ語版、英語版）（1943年 - ）作家。1944年から1958年までヴァールダで暮らした。